# The Beast in Its Tracks
The Beast in Its Tracks är den amerikanske artisten Josh Ritters sjunde album, utgivet 2013.
Ritter spelade in albumet i The Great North Sound Society i Maine med producenten Sam Kassirer, som han samarbetat med sedan albumet The Historical Conquests of Josh Ritter 2007. Kassirer har även spelat keyboards i Ritters band Royal City Band.

## Låtlista
1. "Third Arm" – 0:47
2. "Evil Eye" – 2:37
3. "A Certain Light" – 2:48
4. "Hopeful" – 4:25
5. "Nightmares" – 3:39
6. "New Lover" – 4:25
7. "Heart's Ease" – 3:21
8. "In Your Arms Again" – 3:15
9. "The Appleblossom Rag" – 4:27
10. "Bonfire" – 2:51
11. "In Your Arms Awhile" – 2:03
12. "Joy to You Baby" – 4:40
13. "Lights" – 4:02